# Такео Аришима
Такео Аришима (на японски: 有島武郎), (на английски: Takeo Arishima) е японски писател-романист и поет.
Двамата му по-малки братя Икума Аришима (на японски: 有 島 生 馬) и Тон Сатоми (на японски: 里 美 弴) също са известни автори. Неговият син Масаюки Мори (на японски: 森雅之) е международно известен актьор.

## Биография
Такео Аришима е роден в Токио, Япония в богато семейство като син на служител от бившите самураи в Министерството на финансите. За пръв път той е бил изпратен в училището в Йокохама с преподаване на английски език, когато е бил навършил едва 10 години. Преди това той е напуснал подготвителното училище, за да постъпи в престижното училище „Gakushuin“.
След като завършва образованието си в училището „Gakushuin“ на 19-годишна възраст, той влиза в селскостопанския колеж в Сапоро (сегашния земеделски факултет на университета „Хокайдо“). По време на обучението си обаче в университета той прави опит да се самоубие заедно с Кокичи Моримото (森 本 厚 吉). След провала на този опит, Такео Аришима впоследствие се повлиява от Учимура Канцо и става християнин през 1901 г.
След дипломирането и задължителният кратък период в императорската японска армия, Такео Аришима взима английски уроци от Мария Елкънтън Нитоб, съпругата на Инузо Нитоб, а през юли 1903 г. получава длъжността чуждестранен кореспондент в САЩ. В Съединените щати той се записва в колежа „Хавърфорд“ (Филаделфия), а по-късно и в университета в Харвард. След дипломирането си Такео Аришима записва преживяванията си от пътуването си до Америка в дневник, които по-късно издава във вид на мемоари.
През времето си в Америка той става критичен към християнството, привлечен от социализмът и повлиян от произведенията на писатели като Уолт Уитман, Хенрик Ибсен и Питър Кропоткин. Неговото време и преживявания в Америка и годината прекарана в Европа дълбоко повлияват на неговия стил на писане и на неговия възглед за света, което го довежда до чувствата на отчуждение от японското общество.
След като се завръща в Япония през 1907 година Такео Аришима отново влиза в армията за кратко, преди да стане английски учител по етика през 1909 година в университета „Хокайдо“.

## Литературна кариера
Чрез неговия брат Икума Аришима (на японски: 有 島 生 馬) Такео Аришима се запознава с много други автори завършили училището „Gakushuin“, сред които са Наоя Шига и Санеацу Мушанокоджи. Заедно с тези писатели, те стават съоснователи и създатели на група, която е кръстена на тяхното литературното списание „Shirakaba“ (白樺White Birch), което е публикувано за първи път през 1911 г. В него Такео Аришима пише романи и литературни критики и става известен като една от централните фигури в групата „Shirakaba“.
Такео Аришима постига първата си литературна прослава през 1917 г. с романа „Потомците на Каин“ Kain no Matsuei (カインの末裔), в който той изобразява Божието проклятие върху човека заради разрушителният му характер върху природата. През 1919 г. той издава най-известната си творба „Определена жена“ Aru Onna (或 る 女), която е една морална и психологическа мелодрама за голямата женска воля, бореща се срещу лицемерното доминиращо влияние на мъжкия пол в обществото. Макар и доста критично аплодиран за този различен стил, темите и героите на творбите на Такео Аришима за съжаление не привличат много съвременни японски читатели.
През 1922 г. Такео Аришима изповядва социалистическата философия, и в потвърждение на неговите убеждения, той се отказва от собствеността на голямата наследствена ферма в Хокайдо, която той по-рано е бил наследил от баща си, и публично заявява че иска да се дистанцира от малката буржоазия в идващата революция.
Такео Аришима се жени през 1910 г., но съпругата му почива през 1916 г. от туберкулоза, оставяйки му три деца. През 1922 г. той се среща с Акико Хатано, която е омъжена жена и редактор, работещ за известното женско списание „Fujin Koron“. Тяхната връзка бързо се превръща в извънбрачна афера, която по-късно става известна и на съпруга на Акико Хатано. Този злополучен факт довежда до пагубното решение на Такео Аришима и Акико Хатано да се самоубият в „Karuizawa“, като се обесват. Поради изолираното и недостъпно местоположение на телата им, те не биват открити за повече от месец и са идентифицирани до голяма степен със саморъчно написаната от тях бележка, която оставят. Гробът на Такео Аришима е в гробището „Aoyama Cemetery“ в Токио.
След смъртта си Такео Аришима става известен с подробните си дневници, обхващащи над двадесет тома, с интимен запис на живота, страховете и надеждите му. Съвременниците му са разглеждали Такео Аришима като писател, философ и социален критик. Неговото писане е критично настроено към християнството и силно повлияно от социализма, примесено с емоционално и хуманистично интензивни идеи заимствани от Библията, от философията на Лев Толстой и на анархическия социализъм. 